# I vivi e i morti
I vivi e i morti (House of Usher) è un film del 1960, diretto da Roger Corman.
Nel 2005 il film venne scelto per essere conservato nel National Film Registry della Biblioteca del Congresso degli Stati Uniti.
House of Usher, primo degli otto film tratti dalle storie di Edgar Allan Poe che saranno prodotti fino al 1964, rappresenta l'apice di Corman sia in quanto regista che in quanto produttore. È un adattamento cinematografico basato sul racconto La caduta della casa degli Usher. «Qui Corman adotta un certo numero di tecniche e di artifici retorici che avrebbe ripetuto e sviluppato nei film seguenti». È stato scritto che «il colore e il Cinemascope, utilizzati per esprimere la psicologia di personaggi rinchiusi in un contesto morbosamente claustrofobico, vengono applicati per la prima volta a una pellicola dell'orrore in America».

## Trama
Philip Winthrop si reca nella dimora della famiglia Usher per proporsi in matrimonio con Madeline, una ragazza che aveva conosciuto tempo prima a Boston. 
Il fratello della donna, Roderick, vuole ostacolare il giovane, raccontandogli di come la famiglia sia condannata da una genìa maledetta che ha portato tutti i suoi antenati alla follia.  Malgrado ciò, Philip non si arrende e propone a Madeline di scappare.
La futura sposa, nel corso di un litigio, muore improvvisamente. Mentre Philip, Roderick e il maggiordomo Bristol sono di fronte alla bara prima dell'interramento, Madeline dà segni di vita, muovendo le dita della mano. Suo fratello se ne accorge, chiude immediatamente la bara e fa allontanare tutti dalla tomba.
La mattina seguente Philip, prima di lasciare la casa, parla col maggiordomo. Quest'ultimo riferisce al giovane che la sua ex-amante soffriva di catalessi. 
Philip, dopo aver parlato con Roderick, si reca nuovamente nei sotterranei e scoperchia la bara di Madeline, trovandola vuota. A quel punto inizia per lui una ricerca affannosa attraverso luoghi e passaggi segreti del castello. 

## Produzione
Tratto dal racconto La caduta della casa degli Usher, è il primo film gotico di Roger Corman. Costituisce, inoltre, l'inizio di una lunga collaborazione tra il regista americano e Vincent Price. 
Il budget di realizzazione è stato stimato intorno ai 200 000 dollari.

## Distribuzione
Uscito nelle sale americane il 18 giugno del 1960, il lungometraggio venne esportato all'estero lo stesso anno. 
Originariamente, per i temi presenti, la pellicola fu vietata ai minori di 16 anni. 
È stato edito, in seguito, in formato home video. 

## Accoglienza
Morando Morandini, all'interno del suo omonimo dizionario, recensisce positivamente la pellicola. Il critico sottolinea l'ottima qualità figurativa e loda la superba interpretazione di Price.
La rivista FilmTv considera il film come capostipite dello stile di Corman.

## Riconoscimenti
- 1960 - Golden Globe
  - Premio al miglior attore debuttante - Mark Damon